# Joachim Römer (Künstler)
Joachim Römer (* 2. Januar 1957 in Hagen i. W.) ist ein deutscher bildender Künstler mit Schwerpunkten Grafik, Collage, Objektkunst und Installationen.
In der Objektkunst und bei den Installationen nutzt Römer überwiegend Rheintreibgut, aber auch Treib- und Strandgut von anderen Spülsäumen, das aus künstlich hergestellten Materialien besteht. Vor allem geformte Kunststoffteile und verschließbare Hohlkörper.

## Leben
Joachim Römer studierte 1976–1979 Freie Kunst an der Fachhochschule für Kunst und Design in Köln, in die 1971 die Kölner Werkschulen überführt wurden. Dort lernte er unter anderem bei Stefan Wewerka und Pravoslav Sovak. Daran anschließend absolvierte er 1979–1982 eine Ausbildung zum Buch- und Offsetdrucker. Seit 2008 ist er freischaffender Künstler und Grafiker.
Römer lebt und arbeitet in Köln. Am Rheinufer sucht er Treibgut für seine Kunst. Seit 1998 sammelte er angeschwemmte Flaschenpost. Im Jahr 2015 stellte er aus seinem Fundus von mehr als 1400 ehemals schwimmenden Nachrichten die Installation „1000 und 1 Flaschenpost“ zusammen.

## Ausstellungen (Auswahl)
- 2004: Verfliessblicke (Werk, Lichtkonzept, Ausstellung zum LUX•US 2004, Städtische Galerie Lüdenscheid)[5]
- 2006: rotraum (Installation in Zimmergröße, zusammen mit Petra Supplie, Pittenweem Arts Festival, Schottland)[6]
- 2007: sunset in the east (Reliefartige Kollage von Treibgut, zusammen mit Petra Supplie, Pittenweem Arts Festival, Schottland)[7]
- 2015: 1000 und 1 Flaschenpost (Installation, Einzelausstellung, Museum am Strom, Bingen am Rhein)[4]
- 2015/2016: tausend und eine flaschenpost (Installation, Sonderausstellung, Museum der Deutschen Binnenschifffahrt, Duisburg)[8]
- 2017: rheinreisende (Einzelausstellung, Kreismuseum Zons)[9]